# Chlorizeinini
Tribu
Les Chlorizeinini sont une tribu d'insectes orthoptères de la famille des Pyrgomorphidae et de la sous-famille des Pyrgomorphinae.

## Liste des genres et sous-tribus
Selon Orthoptera Species File (4 janvier 2021) :
- sous-tribu des Chlorizeinina Kevan & Akbar, 1964
  - genre Chlorizeina Brunner von Wattenwyl, 1893
  - genre Feacris Kevan, 1969
  - genre Pterorthacris Uvarov, 1921
- sous-tribu des Humpatellina Kevan & Akbar, 1964
  - genre Cawendia Karsch, 1888
  - genre Humpatella Karsch, 1896
  - genre Pseudorubellia Dirsh, 1963
- sous-tribu des Marsabitacridina Kevan & Akbar, 1964
  - genre Katangacris Kevan & Akbar, 1964
  - genre Marsabitacris Kevan, 1957

## Publication originale
- (en + fr) D. K. McE. Kevan et S. S. Akbar, « The Pyrgomorphidae (Orthoptera: Acridoidea): Their Systematics, Tribal Divisions and Distribution », The Canadian Entomologist, Ottawa, Société d'entomologie du Canada, vol. 96, no 12,‎ décembre 1964, p. 1505-1536 (ISSN 0008-347X et 1918-3240, OCLC 01553087, DOI 10.4039/ENT961505-12).